# Слово пастыря
«Сло́во па́стыря» — религиозно-просветительская программа, выходящая на «ОРТ/Первом канале» (ранее на «1-м канале Останкино») российского телевидения с 30 апреля 1994 года.
Выходит каждую субботу, в 9:45. Ведущий — Патриарх Московский и всея Руси (до 1 февраля 2009 — митрополит Смоленский и Калининградский) Кирилл (Гундяев).

## История
Передача вышла впервые 30 апреля 1994 года, в Страстную субботу, на 1-м канале Останкино в 8:40; была анонсирована как «Слово пастыря. Нравственная проповедь Патриарха Алексия Второго». В том же году телепередачу стал постоянно вести митрополит Кирилл (Гундяев). До 29 июня 2002 года в печатных программах передач программа анонсировалась как «Слово пастыря. Митрополит Кирилл» (впоследствии название было укорочено).
Над передачей изначально работала творческая группа религиозной программы «Ныне», выходившей на 1-м канале Останкино в 1992—1994 годах. Помимо изложения нравственных и вероучительных принципов Церкви, митрополит высказывал в программе свою позицию на некоторые текущие события в Церкви и мире, такие как Празднование 1020-летия крещения Киевской Руси и связанные с ним политические события на Украине; и другое. В разное время съёмки проходили в рабочих кабинетах, университетах, военных частях, а также в святых местах. В конце 1990-х, начале 2000-х годов выпуски программ состояли по большей части из ответов на письма телезрителей. В основном, с митрополитом шла запись 3-4 программ за съёмочный цикл.
По состоянию на 2014 год, всего в телеэфир вышло 960 программ.
1 февраля 2009 года программа, впервые с 2001 года, вышла в воскресенье, перед трансляцией интронизации нового патриарха, и была посвящена биографии её ведущего. После своей интронизации Патриарх Кирилл заявил, что он продолжит вести передачу, но её формат будет изменён; передача стала в значительной мере освещать проповедническую деятельность Патриарха, но примерно раз во время года программа выходит в прежнем формате.
После награждения сотрудникам передачей высокими Патриаршими орденами и грамотами, Святейший Патриарх Кирилл произнёс свою речь о проекте:

«20 лет существует программа „Слово пастыря“. Она осуществляется силами того коллектива, который здесь представлен. С самого начала мы со многими из вас работали. За эти 20 лет произошло, конечно, очень много в жизни нашей Церкви, нашей страны, в жизни нашего народа.
В каком-то смысле наши передачи, если на них критически посмотреть, были реакцией, в первую очередь, на то, что происходило со всеми нами. И даже по тональности передач можно судить о том, что за эти 20 лет и Церковь, и страна, и народ наш прошли очень большой путь. Глубоко удовлетворен тем, что эти передачи на протяжении 20 лет не теряют своей актуальности, и что все вместе мы трудимся для того, чтобы они были источником не только знаний, но и духовного энтузиазма для многих и многих людей. Хотел бы сердечно вас всех поблагодарить»

25 мая, 1 и 8 июня 2024 года выходили специальные выпуски программы, посвящённые её 30-летию.

## Награды
- орден преподобной Евфросинии, великой княгини Московской, III степени — продюсеру программы С. С. Кокотуновой и редактору программы Н. К. Ярцевой
- орден святого благоверного князя Даниила Московского, III степени — режиссёру программы Б. М. Конухову и оператору-постановщику программы П. Б. Конухову
- Патриаршие грамоты — генеральному директору ООО «ТВ ПИТА» О. Б. Галацкому, исполнительному продюсеру ООО «ТВ ПИТА» М. В. Лисицыной, сотрудникам Е. В. Барабановой, С. А. Притыко и А. М. Леднёву.